# Friedrich Carl von Savigny
Pour les articles homonymes, voir Savigny.
Friedrich Carl von Savigny, né le 21 février 1779 à Francfort-sur-le-Main et mort le 25 octobre 1861 à Berlin, est un juriste prussien.
Fondateur, en 1814, de l’école historique du droit, qui a eu une grande influence en Europe, il est considéré, avec Karl Friedrich Eichhorn, comme le représentant le plus éminent de cette école.

## Biographie
Originaire d'une ancienne famille de Lorraine portant le nom de Savigny, un château près de Charmes dans la vallée de la Moselle, ayant émigré en Allemagne pour servir les dirigeants locaux, en 1630, Savigny a été élevé dans la foi réformée de sa mère, Henriette Philippine Groos (1743-1792). Devenu orphelin à l'âge de 13 ans, le conseiller d’État Constantin von Neurath (de) est devenu son son tuteur. En 1795, il se consacre à l'étude du droit à l'université de Marbourg.
Après des études à Iéna, Leipzig, Göttingen, où il a eu Anton Bauer, pionnier de la réforme du droit pénal allemand pour professeur, Marbourg, notamment avec Philipp Friedrich Weis (de), éminent spécialiste du droit médiéval, et Halle-Wittemberg, il revient à Marbourg, où il est promu privat-docent (professeur agrégé) en 1800. Il y enseigne le droit pénal et le ius commune (Pandekten). En 1803, il fait paraître sa fameuse étude sur la possession, Traité de la possession. En 1804, il épousa Cunégonde Brentano, la sœur de Bettina von Arnim et Clemens Brentano. En 1808, il enseigne pendant trois semestres en qualité de professeur de droit civil romain à Landshut. Il est resté célèbre en France, à l’occasion du débat doctrinal avec Anton Friedrich Justus Thibaut, en 1814, sur la question de l'importation du code Napoléon dans le droit allemand. Thibaut est partisan de cette transposition tandis que Savigny plaide pour un retour au « véritable droit allemand ».
En 1843, il devient ministre de la Justice du royaume de Prusse, dont il réforme le droit. Il crée l'école historique du droit allemande. C’est le premier doctrinaire à formuler la règle du conflit de lois qu'adoptaient empiriquement les tribunaux confrontés à des litiges internationaux : le conflit doit être tranché suivant la loi qu'un élément de rattachement détermine. Par exemple, les contrats sont soumis à la loi choisie par les cocontractants. Cette règle est abstraite, neutre, bilatérale et non nationaliste.
Parmi ses disciples, figure l'historien du droit belge Auguste Van Dievoet. Il a également été, à l'université de Marbourg, le professeur des frères Grimm, dont il a fait bifurquer leur vocation du droit vers la littérature germanique et la philologie, à l'origine de leur recueil de contes.

## Publications
- (de) Das Rechts des Besitzes : eine civilistische Abhandlung, 1803 (7e éd. achevée par Adolf August Friedrich Rudorff, Vienne, 1865)
  - traductions françaises : Traité de la possession, d'après les principes du droit romain, traduit par Jules Beving, Bruxelles, Société belge de librairie, 1840 ; Traité de la possession en droit romain, traduit par Faivre D'Audelange, Paris, Louis Delamotte, 1841 ; Traité de la possession en droit romain, traduit par Henri J. P. A. Staedtler, Bruxelles, Bruylant-Christophe & Compagnie, 1866 (3e éd. rev. et corr. Paris, A. Durand & Pedone-Lauriel, 1879).
- (de) Verbesserungen und Zusätze zur ersten Ausgabe der Abhandlung vom Besitz, 1806
- (de) Vom Beruf unserer Zeit für Gesetzgebung und Rechtswissenschaft, 1814 (3e éd. 1840)
  - traduction française : La vocation de notre temps pour la législation et la science du droit, traduit par Alfred Dufour, Paris, PUF, 2006.
- (de) Geschichte des Römanischen Rechts im Mittelalters, en 7 tomes, 1815-31 (2e éd. 1834, t. I-III, 1850, t. IV-VI, 1851, t. VII)
  - traduction française : Histoire du droit romain au Moyen Âge, 4 vol., Paris, Auguste Durand, 1839, traduit par Charles Guenoux
- (de) System des heutigen römischen Recht, 8 vol., 1840-1849
  - traduction française : Traité de droit romain, 8 vol., Paris, Firmin Didot Frères, 1855-1859, traduit par Charles Guenoux.Pour Savigny, il fallait d'abord dégager des principes généraux avant d'entamer une codification, et c'est dans cet esprit qu’est rédigé cet ouvrage monumental.
- (de) Vermischte Schriften, 1850
- (de) Das Obligationenrecht als Theil des heutigen römischen Rechts, 1851 (t. I), 1853 (t. II)
  - traductions françaises : Droit des obligations, tome premier, trad. par Paul Jozon et Joseph Camille Gérardin, Paris, Auguste Durand, 1863, tome 1 sur Gallica (2e tome laissé inachevé) ; Le droit des obligations partie du droit romain actuel, en 2 tomes, trad. de R. Hippert, Paris, Auguste Durand & Pedone-Lauriel, 1873.
- Œuvres complètes de Savigny